# Павел Спасов
Павел Христов Спасов е български поет, писател, публицист, драматург.

## Биография
Роден е на 17 ноември 1905 г. в Русе. Завършва гимназия в родния си град (1924). Следва право, завършва държавни науки в Свободния университет в София (1931) (днес УНСС).
Главен редактор на сп. „Стяг“, редактор във в. „Стара планина“ и „Утре“. Драматург на Държавния музикален театър „Стефан Македонски“ (1951-1974).
Автор на: стихосбирките „Репортажи“ (1939) и „Огледало“ (1943); романите „Шлеповете пътуват“ (1943), „Хлябът на хората“ (1952), „В началото на века“ (1957); сборниците с разкази „Господата от Запад“ (1950), „Любовни сигнали“ (1962); сборниците с есета „Числото 13 и други подобни“ (1963), „Какво от това, че се обичат младите?“ (1964); драматични творби, произведения за деца. Автор е на либрета за опери, оперети и мюзикъли, сред които „Имало едно време“, „Милионерът“ и „Рицарят“ от Парашкев Хаджиев, „Зографът Захарий“ от Марин Големинов, „Индже“ от Боян Икономов. По неговия разказ „Легенда за Али Ботуш“ е създаден филмът „Легенда за върха“. Съсценарист на филма „Под игото“ (1952).
Преводач от немски, френски, английски и чешки език.
Заслужил деятел на културата (1969).
Умира на 23 юни 1980 г. в София.

## Творчество
- „Репортажи“ (стихове, 1939),
- „Зеленият принц“ (приказки за малки и големи, 1940),
- „Повест за похода на Конте Верде в България“ (повест, 1941),
- „Огледало“ (стихове, 1943),
- „Шлеповете пътуват“ (роман, 1943),
- „Пътешественик“ (приказки за малки и големи, 1946),
- „Десети януари“ (роман, 1947),
- „Фауната на Бяло море“ (очерк, 1947),
- „Господата от Запад“ (разкази, 1950),
- „Под игото“ (литературен сценарий, с Георги Крънзов, 1951),
- „Хлябът на хората“ (роман, 1952; 1954; 1956; 1965; 1975),
- „Белите коминочистачи“ (разкази за деца, 1955),
- „Случка във Виена“ (повест, 1955),
- „Бунтовна песен“ (пиеса с музика на Георги Златев-Черкин, 1955),
- „Мацко при войводата“ (роман за юноши, 1956; 1968; 1975),
- „В началото на века“ (роман, 1957),
- „Имало едно време“ (комична опера, музика от Парашкев Хаджиев, 1957),
- „Шумът на тишината“ (пиеса с музика, 1959),
- „Греховната любов на зографа Захарий“ (1960; 1969; 1980; 1984),
- „Орелът“ (приказки, 1960),
- „Мадам Сан Жен“ (пиеса с музика, 1960),
- „Спуснете завесата“ (роман, 1961),
- „Да поговорим за модата“ (есета, 1962),
- „Любовни сигнали“ (хумористични разкази, 1962),
- „Числото 13 и други подобни“ (есета, 1963),
- „Какво от това, че се обичат младите?” (есета, 1964),
- „Захари Зограф“ (художествен очерк, 1966),
- „Подкрепи и мен ръката. Драматична композиция за Христо Ботев“ (пиеса с музика, 1966),
- „Чародеецът от Париж“ (избрани разкази, 1967).